# Гойсінгтон (Канзас)
Гойсінгтон (англ. Hoisington) — місто (англ. city) в США, в окрузі Бартон штату Канзас. Населення — 2699 осіб (2020).

## Географія
Гойсінгтон розташований за координатами 38°31′5″ пн. ш. 98°46′39″ зх. д. / 38.51806° пн. ш. 98.77750° зх. д. (38.517940, -98.777622).  За даними Бюро перепису населення США в 2010 році місто мало площу 2,99 км², уся площа — суходіл.

## Демографія
Згідно з переписом 2010 року, у місті мешкало 2706 осіб у 1167 домогосподарствах у складі 721 родини. Густота населення становила 905 осіб/км².  Було 1361 помешкання (455/км²).
Расовий склад населення:
| - 94,9 % — білих - 1,1 % — чорних або афроамериканців - 0,4 % — корінних американців - 1,1 % — осіб інших рас |

До двох чи більше рас належало 2,4 %. Частка іспаномовних становила 4,1 % від усіх жителів.
За віковим діапазоном населення розподілялося таким чином: 26,0 % — особи молодші 18 років, 56,5 % — особи у віці 18—64 років, 17,5 % — особи у віці 65 років та старші. Медіана віку мешканця становила 39,3 року. На 100 осіб жіночої статі у місті припадало 92,2 чоловіків;  на 100 жінок у віці від 18 років та старших — 87,9 чоловіків також старших 18 років.
Середній дохід на одне домашнє господарство  становив 49 770 доларів США (медіана — 42 452), а середній дохід на одну сім'ю — 61 156 доларів (медіана — 53 750). Медіана доходів становила 44 583 долари для чоловіків та 35 938 доларів для жінок. За межею бідності перебувало 19,0 % осіб, у тому числі 25,9 % дітей у віці до 18 років та 4,8 % осіб у віці 65 років та старших.
Цивільне працевлаштоване населення становило 1152 особи. Основні галузі зайнятості: освіта, охорона здоров'я та соціальна допомога — 27,0 %, виробництво — 14,8 %, роздрібна торгівля — 11,4 %, транспорт — 8,9 %.